# Carsten Overskov
Carsten Overskov (født 12. august 1946 i København, fundet død den 28. maj 2015) var en dansk journalist og forfatter.
Overskov blev student fra Haslev Gymnasium 1966, men er i øvrigt autodidakt. Han arbejdede efter sin studentereksamen som korrekturlæser og fra 1967 som freelancejournalist for Politiken. Fra året efter arbejdede han freelance med tv og radio for Danmarks Radio, hvor han blev fastansat i 1980. Han blev tilknyttet Børneradio fra 1982 og var redaktør 1985-87. Her var han i mange år fast oplæser af historiske fortællinger.
Overskov har udgivet bøger siden 1979 og undervisningsmateriale siden 1992. Han var medlem af styringsgruppen for Det Danske Filminstitut og DRs filmworkshop samt bestyrelsesmedlem i Free Lance Producer-foreningen.
I forbindelse med en transmission fra en demonstration foran den amerikanske ambassade i København i slutningen af 1960'erne blev Overskov så grebet af stemningen, at han råbte "Fremad kammerater! Mikrofonen er med jer!" Det førte til, at Overskovs chef Mogens Vemmer måtte stå skoleret i Radiorådet.

## Filmografi
- Sonja Cyklisten Egon i tv-serien fra 1968 (skuespiller, afs. 3 og 4)
- Crash (tv-serie i 13 episoder fra 1984) (Instruktør)
- Ridder Ræddik[a], (drabeligt, tragikomisk tv-drama for børn og unge i 16 afsnit fra 1980) (forfatter, instruktør, producer)[3].

## Radio-tegneserier
Carsten Overskov skrev, bearbejdede og indtalte en lang række "radio-tegneserier" for DRs børneradio, hvoraf langt de fleste også blev udgivet som bog, bl.a.
- Swarbrick[b]
- 1212[c]
- Det gamle testamente[d][4]
- Tyve tusind Lydår[e][5]
- Klodernes Kamp[f][6]
- Marco Polo[g][7]
- Mytteriet på Bounty[h][8]
- Kong Salomons miner[i][9]
- Ivanhoe[j][10]
- Tøsedrenge på tæveøvelse[k][11]
- Harald Hårderåd[12]